# Marge Gets a Job
"Marge Gets a Job" är avsnitt sju från säsong fyra av Simpsons. Avsnittet sändes i USA den 5 november 1992 på Fox. I avsnittet börjar Marge jobba på Springfields kärnkraftverk för att få mer pengar till hushållet så de kan reparera grunden. Mr. Burns blir där kär i Marge och börjar uppvakta henne. Bart börjar påstå att han fått massor av sjukdomar för att slippa göra ett prov. Avsnittet har blivit hyllat för sina referenser till En sensation men fick kritik för sina skämt om Tourettes syndrom. Avsnittet skrevs av Bill Oakley och Josh Weinstein samt regisserades av Jeffrey Lynch. Tom Jones gästskådespelade som sig själv, Phil Hartman som Troy McClure och Lionel Hutz samt Marcia Wallace som Edna Krabappel.

## Handling
Homer och Marge upptäcker att grunden på ena sidan av deras hus börjat sjunka ner i marken. Homer försöker fixa grunden på egen hand men misslyckas och ringer en reparatör som berättar att det kommer kosta 8500 amerikanska dollar för att reparera grunden. Homer och Marge går till en fest för pensionering av Jack Marley som arbetar på Springfields kärnkraftverk. Marley vill inte gå i pension och festen är istället en hyllning till Mr. Burns. Efter att Marley gått i pension behöver kraftverket anställa hans ersättare. Marge bestämmer sig för att söka jobbet för att få de extra pengarna till hushållet som familjen behöver till reparationen. Lisa hjälper henne att skriva ett överdrivet CV som leder till att Marge får jobbet. Homer gillar inte att Marge jobbar på samma jobb men får acceptera det. Farfar börjar stanna hemma hos dem under dagarna som barnvakt till Maggie.
Barts klass ska göra ett prov samtidigt som han påstår att han har ont i magen. Läraren Edna Krabappel tror inte Bart och frågar om han har läst Pojken som ropade varg. Edna skickar Bart till skolsköterskan som skickar hem honom där farfar får sitta barnvakt och försöker göra honom frisk med sina huskurer. Mr. Burns tittar igenom övervakningskamerorna över sin anläggning där han ser Marge och blir kär i henne. Burns börjar umgås med Marge på jobbet och hon får honom att införa tema-dagar som roliga hattdagen och spela musik av Tom Jones i anläggningens högtalare för att få en gladare arbetsplats för de anställda. Bart är frisk och tillbaka på skolan där Edna vill att Bart ska göra provet som han missade men Bart påstår att han har ont i sina äggstockar och han skickas hem. Farfar får hämta honom och i bilen frågar han honom om han läst Pojken som ropade varg. Bart är tillbaka på skolan igen och måste nu göra provet, han försöker ge ursäkter för att slippa men Edna tror inte på hans ursäkter och låter honom göra provet i korridoren utanför klassrummet.
På Krustylu Studios spelar man i ett avsnitt med Krusty the Clown där en djurskötare har med sig tre djur, ett djur är en varg som inte gillar höga ljud. Då djurskötaren berättar det börjar det spelas höga ljud och blinkande lampor startar vilket gör vargen arg och flyr för djurskötaren och TV-studion. Vargen går till skolan där den träffar Bart. Bart försöker ropa till Edna att det är en varg i skolan men hon tror honom inte och ber honom fortsätta med provet. Vaktmästare Willie ser vargen och att den är på väg att attackera Bart. Willie börjar brottas med vargen och ber Bart att gå tillbaka till klassrummet. Bart ger provet till Edna och hon vill veta vad för oväsen det var i korridoren. Bart inser att hon inte tror på honom om han berättar om vargen så han säger att han bluffade om vargen och svimmar sen. Farfar får då komma och hämta Bart. När han lämnar skolan visar det sig att Willie vann fighten och sitter bredvid en utmattad varg. Mr. Burns bestämmer sig för att bjuda Marge på en middag och en konsert med Tom Jones. Marge blir glad av Burns erbjudande som då får reda på att hon är gift. Han avskedar henne då. Marge hämtar sin advokat, Lionel Hutz för att stämma Burns, Burns visar då sina advokatstyrka vilket skrämmer iväg Hutz. Homer försvarar Marge inför Mr. Burns som förstår att han gillar henne också och han låter dem äta middagen och gå på konserten.

## Produktion
Idén till avsnittet kom från Conan O'Brien som ville att Marge skulle få ett jobb på kraftverket och att Mr. Burns skulle bli kär i henne. Animatörer hade problem att animera Marge i avsnittet eftersom hon hade kostym och läppstift. Regissören Jeff Lynch tyckte att det fanns några scener där Marge såg ut "som ett monster". Alla jargonger som används av Troy McClure var från en bok av Time-Life. I avsnittet skulle från början Mr. Burns ge Homer rollen som Mr. Atom som besöker skolorna för att prata med barnen. De skrev istället in historien om när Bart försökte slippa ett prov. De gillade att jobba med Tom Jones som sjöng direkt under inspelningen. Scenen då Krusty har djur i sitt program är en referens till djuren som besöker The Tonight Show with Jay Leno. Tom Jones gästskådespelade som sig själv, Phil Hartman som Troy McClure och Lionel Hutz samt Marcia Wallace som Edna Krabappel.
Animatörerna hade ursprungligen tre olika versioner av Bart efter att han blev attackerad av vargen. De valde den version som såg ut som minst skrämmande, eftersom de inte ville att Bart inte skulle se alltför misshandlad ut. Avsnittet fick en notering från censuren som ansåg att Waylon Smithers knä såg ut som en erektion enligt dem då han låg i sängen så de fick göra sängen platt. Censuren gillade heller inte hur Burns landade på Smithers så de fick ta bort de sista sekunderna av scenen.

## Kulturella referenser
Showen som handlar om Mr. Burns på pensioneringsfesten är en referens till En sensation. Bilden av Mr. Burns möter Elvis är en parodi på Richard Nixon möte med Elvis. Då Mr. Burns kollar på övervakningskamerorna spelas "The Imperial March" i bakgrunden.

## Mottagande
Avsnittet hamnade på plats 25 över mest sedda program under veckan med en Nielsen ratings på 13.6, vilket gav 12,7 miljoner hushåll och var det mest sedda programmet på Fox under veckan. Under veckan hade även avsnittet "Itchy & Scratchy: The Movie" sänts på tisdagen. Warren Martyn och Adrian Wood har i boken I Can't Believe It's a Bigger and Better Updated Unofficial Simpsons Guide skrivit att de gillar Barts fantasi av Marie och Pierre Curie som radioaktiva, och Smithers dröm om Burns som flyger in genom hans fönster. De anser att avsnittet har flera underbar ögonblick istället för en berättelse som avslutas utan något verkligt försök på slutet. Empire har placerat sången om Mr. Burns som den fjärde bästa film parodin i seriens historia.
I avsnittet är en av Barts sjukdomar som han har haft Tourettes syndrom. Efter Bart hävdar att de inte gått över börjar han skälla, morra och mumlar. Scenen fick många klagomål från tittarna som inte tyckte att det var roligt att skämta om handikappet och Joshua Smith som är en pojke i Renton, Washington krävde att de inte skulle visa avsnittet igen och få Bart Simpson att bli vän med någon med Tourettes i serien och en ursäkt från Bart. Executive producenten Mike Reiss svarade honom att de inser att det inte var ett bra skämt och de kan inte så mycket om syndromet. Delen med att Bart påstår att han har Tourettes visades inte igen i USA. I DVD-versionen är scenen med men Tourettes syndrom har ersatts av rabies. Under Jordbävningen vid Tohoku 2011 visades inte avsnittet i Österrike efter deras skämt om strålningsförgiftning.